# Guillaume de Mohun (1er comte de Somerset)
Pour les articles homonymes, voir Guillaume de Mohun.

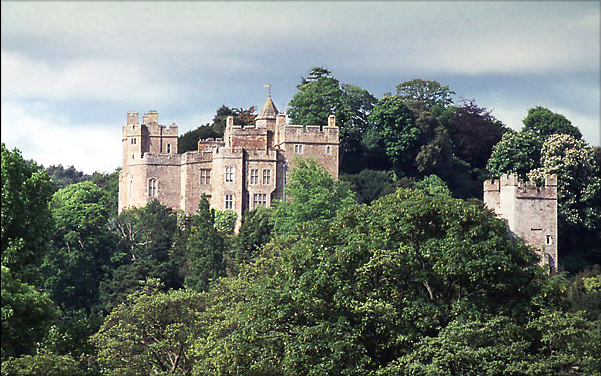
Château de Dunster

Guillaume de Mohun († vers 1145), 1er comte de Somerset et lord de Dunster, est un baron anglo-normand qui prend le parti de Mathilde l'Emperesse dans la guerre civile (1139-1153) qui oppose cette dernière à Étienne d'Angleterre pour le trône d'Angleterre.

## Biographie
Il est l'héritier et très probablement le fils de Guillaume de Mohun († 1100), shérif du Somerset et seigneur de Moyon près de Saint-Lô (Manche). Son père est un tenant en chef dans le Domesday Book et possède de vastes terres en Angleterre, principalement dans le Somerset, centrées sur son château de Dunster. 
La plus ancienne mention concernant Guillaume de Mohun est sa présence au concile de Northampton tenu par Henri Ier d'Angleterre en 1131. Après la mort du roi en 1135, son neveu Étienne de Blois se fait couronner alors que le trône était promis à sa cousine Mathilde l'Emperesse, la fille d'Henri Ier. Fin 1138 ou début 1139, après que Robert, le comte de Gloucester, a renoncé à son vœu de fidélité à Étienne et déclaré prendre le parti de sa demi-sœur l'Emperesse, Guillaume de Mohun participe au soulèvement général des barons dans l'ouest du royaume. Il rassemble une importante force de chevaliers dans son château de Dunster, et de là effectue des raids dans tout le Somerset.
Étienne, tentant de contrer ce soulèvement, vient l'assièger vers la fin du printemps 1139. Mais constatant que le château est imprenable, il fait construire un contre-château qu'il confie à Henri de Tracy, lord de Barnstaple. Le 2 février 1141, Étienne est capturé par Ranulf de Gernon, le comte de Chester, et Robert de Gloucester à la bataille de Lincoln. Guillaume de Mohun accompagne, avec d'autres, Mathilde l'Emperesse dans son avancée vers Londres. Dans une charte rédigée dans cette ville à l'été, il est désigné en tant que comte, alors que ce n'était pas le cas les mois précédents. D'après l'auteur du Gesta Stephani, il est comte de Dorset, mais Mathilde s'adresse à lui en tant que comte de Somerset fin 1142. Il est au siège de Winchester en septembre 1141, qui voit la déroute de l'armée de l'Emperesse, et la capture de son commandant militaire et demi-frère Robert de Gloucester. Après un échange de prisonniers, Étienne d'Angleterre retrouve finalement son trône.
Guillaume de Mohun semble déserter la cause angevine à la fin de l'année 1143. Il se peut qu'un événement rapporté par le Gesta Stephani en soit la cause. D'après la chronique, 104 de ses chevaliers ont été capturés par Henri de Tracy durant un affrontement. Il aurait alors quitté le pays.
Il fonde l'abbaye augustine de Bruton (Somerset) en 1142, et il est un bienfaiteur des moines du prieuré de Dunster. 
Il avait épousé Agnès, fille de Walter de Gant vers 1130. Il meurt dans l'obscurité, certainement avant 1155 et probablement avant 1147. Son fils aîné, lui aussi prénommé Guillaume, lui succède, mais pas au titre de comte car ce titre n'a pas été reconnu par Henri II.

### Sources
- Robert Bearman, « Mohun, William de, earl of Somerset (d. c.1145) », dans Oxford Dictionary of National Biography, Oxford University Press, 2004. Accédé décembre 2008.